# Moraea fenestralis
Moraea fenestralis är en irisväxtart som först beskrevs av Peter Goldblatt och Edward George Hudson Oliver, och fick sitt nu gällande namn av Peter Goldblatt. Moraea fenestralis ingår i släktet Moraea och familjen irisväxter. Inga underarter finns listade i Catalogue of Life.